# Counterparts (album)
Pour les articles homonymes, voir Counterparts.
Albums de Rush
Roll the Bones
(1991) Test for Echo
(1996)
Counterparts est un album de Rush, sorti le 19 octobre 1993 au Canada au label Anthem Records,
Un certain retour aux sources semble se manifester dans cet album. Le synthétiseur est toujours présent mais la guitare d'Alex Lifeson reprend largement le dessus. Quant à Neil Peart, son jeu est plus appuyé. Le style est plus orienté heavy metal que dans les albums précédents.[réf. nécessaire]

## Liste des titres
1. Animate - 6:03
2. Stick It Out - 4:30
3. Cut to the Chase - 4:48
4. Nobody's Hero - 4:55
5. Between Sun and Moon - 4:37
6. Alien Shore - 5:47
7. The Speed of Love - 5:02
8. Double Agent - 4:52
9. Leave That Thing Alone - 4:05
10. Cold Fire - 4:26
11. Everyday Glory - 5:11

## Personnel
- Geddy Lee – basse, chant, synthétiseurs, Moog Taurus
- Alex Lifeson – guitares électrique et acoustique
- Neil Peart – batterie, percussions électroniques

### Musiciens additionnels
- Michael Kamen – arrangements des cordes, direction de l'orchestre sur Nobody's Hero
- John Webster - claviers additionnels